# 勒波尔 (阿列日省)
勒波尔（法語：Le Port，法語發音：[lə pɔʁ]）是法国阿列日省的一个市镇，位于该省中南部偏西，属于圣日龙区。

## 地理
勒波尔（42°52'9"N, 1°22'23"E）面积49.87 平方千米，位于法国奧克西塔尼大區阿列日省，该省份为法国西南部内陆省份，西部和北部与上加龙省接壤，东临奥德省，东南至东比利牛斯省接壤，南与安道尔和西班牙接壤。
与勒波尔接壤的市镇（或旧市镇、城区）包括：欧吕斯莱班、欧扎特、埃尔塞、马萨特、拉巴-莱特鲁瓦塞尼厄尔、瓦勒德索斯。

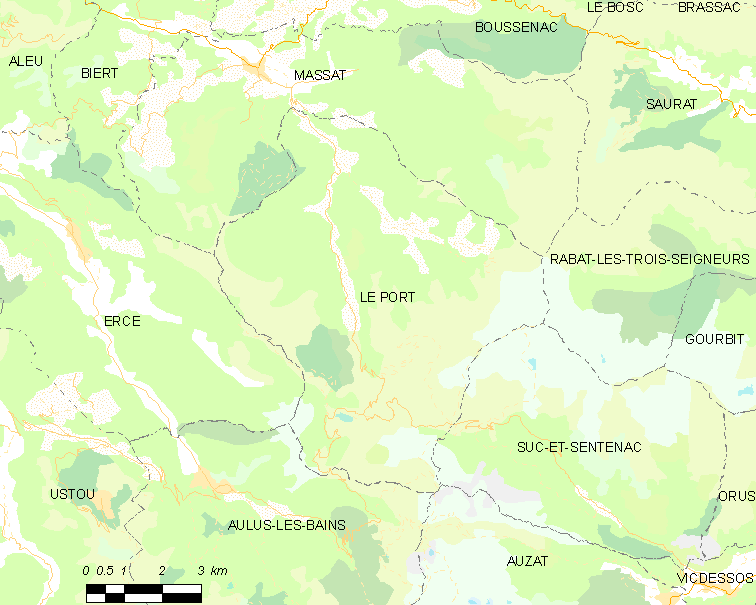
的OSM定位图

勒波尔的时区为UTC+01:00、UTC+02:00（夏令时）。

## 行政
勒波尔的邮政编码为09320，INSEE市镇编码为09231。

## 政治
勒波尔所属的省级选区为库斯朗东县。

## 人口

1962-2008年间人口变化图示

勒波尔于2022年1月1日时的人口数量为167人。